# マルコ・テシア
マルコ・テシア（Marko Tešija 、1992年1月14日 - ）は、クロアチア・スプリト出身のプロサッカー選手。ポジションは、ミッドフィールダー。

## クラブ歴
2018年7月21日、FCスパルタク・トルナヴァ戦でフォルトゥナ・リーガデビューを果たした。